# Bussanalysator

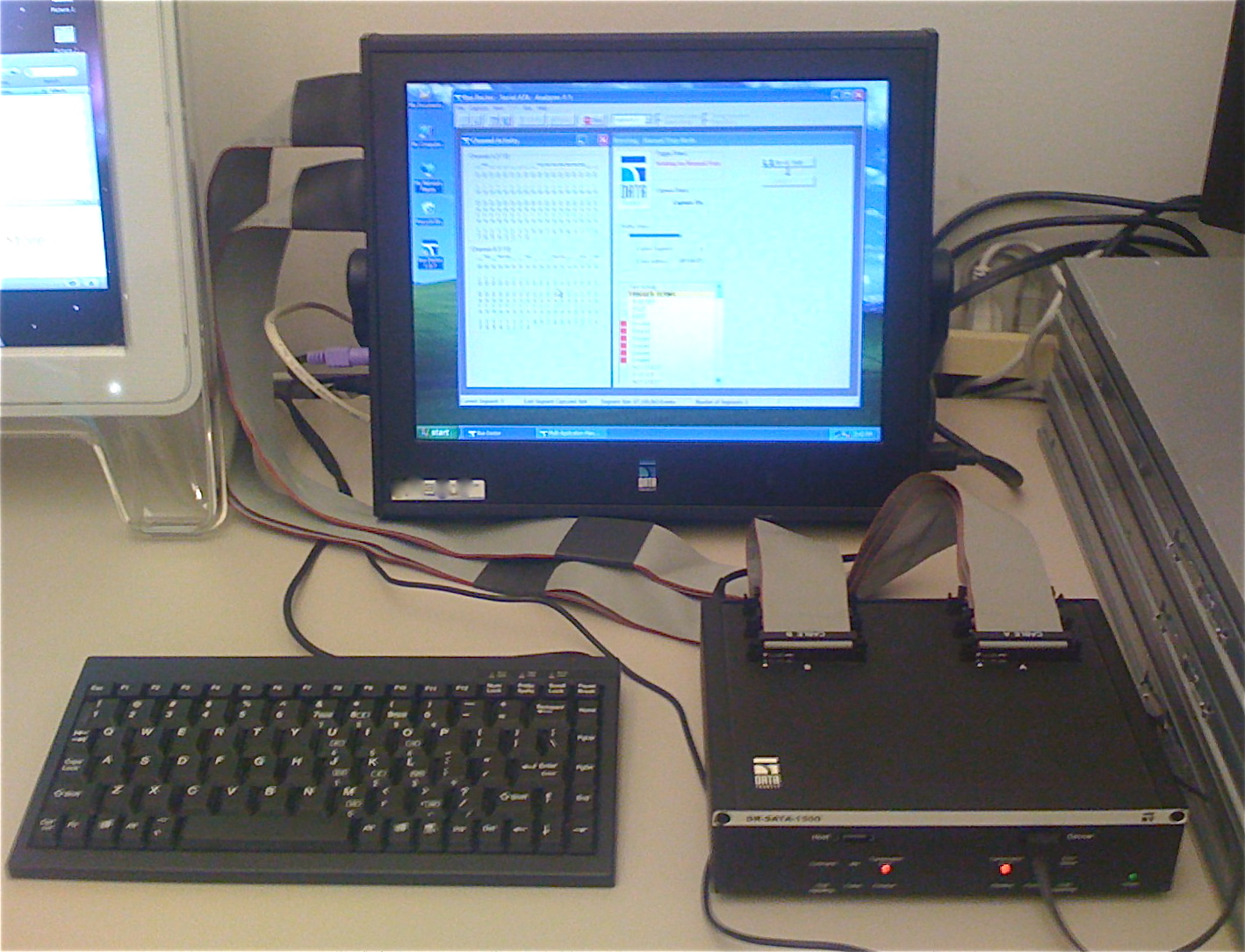
En typisk busanalysator: denna har en adapterkapsel för att kunna ansluta till Serial ATA gränssnittet.

En bussanalysator är ett analysverktyg för databussar, ofta en kombination av hårdvara och mjukvara, som används under utvecklingen av hårdvara eller drivrutiner för en specifik buss, för att diagnostisera buss eller enhetsfel, eller reverse engineering. Den hjälper också till, i senare faser av en produkts livscykel, med att undersöka kommunikationskompatibilitet mellan system och mellan komponenter, och klargöra problem med hårdvarusupport.
En bussanalysator är konstruerad för användning med specifika parallell- eller seriebussarkitekturer. Även om termen bussanalysator antyder en fysisk kommunikation och gränssnitt som analyseras, används den ibland omväxlande med termen protokollanalysator eller paketanalysator, och kan också användas för analysverktyg för trådlösa gränssnitt som trådlöst LAN (som Wi-Fi), PAN (som Bluetooth, trådlös USB) och annat, även om dessa tekniker inte har en "trådbunden" buss. 
Bussanalysatorn övervakar och fångar busskommunikationsdata, avkodar och analyserar den och visar data och analysrapporter för användaren. Den är i huvudsak en logikanalysator med viss ytterligare kunskap om de underliggande busstrafikens egenskaper. En av de viktigaste skillnaderna mellan en bussanalysator och en logikanalysator är framför allt dess förmåga att filtrera och extrahera endast relevant trafik som förekommer på den analyserade bussen. Vissa avancerade logikanalysatorer presenterar kvalificeringsalternativ för datalagring som också gör det möjligt att filtrera busstrafik, vilket möjliggör bussanalysatorliknande funktioner.
Några viktiga skillnader mellan buss- och logikanalysatorer är:
1. Kostnad: Logikanalysatorer har vanligtvis högre priser än bussanalysatorer. Motsatsen till detta faktum är att en logisk analysator kan användas med en mängd olika bussarkitekturer, medan en bussanalysator bara är bra på en arkitektur.
2. Riktade funktioner och förformatering av data: En bussanalysator kan utformas för att ge ett mycket specifikt sammanhang för data som kommer in från bussen. Analysatorer för seriella bussar som USB tar till exempel seriedata som kommer som en seriell ström av binära 1:or och 0:or och visar det som logiska paket differentierade av chirp, rubriker, nyttolast etc...
3. Användarvänlighet: Även om en logisk analysator för allmänt ändamål kan stödja flera bussar och gränssnitt, är en bussanalysator utformad för ett specifikt fysiskt gränssnitt och tillåter vanligtvis användaren att snabbt ansluta sonderingshårdvaran till bussen som testas, vilket sparar tid och ansträngning.
Ur ett användarperspektiv kan en (väldigt) förenklad synvinkel vara att utvecklare, som vill ha den mest kompletta och mest riktade kapaciteten för en enstaka bussarkitektur, kan vara bäst betjänad med en bussanalysator, medan användare som arbetar med flera protokoll parallellt kan vara bättre betjänta av en logikanalysator som är billigare än flera olika bussanalysatorer och som gör att de kan lära sig flera olika användargränssnitt.
Analysatorer finns nu tillgängliga för praktiskt taget alla befintliga dator- och inbyggda busstandarder och formfaktorer såsom PCI Express, DDR, USB, PCI, Compact PCI, PMC, VMEbus, CANbus och LINbus, etc. Bussanalysatorer används inom flygelektronikindustrin för att analysera MIL-STD-1553, ARINC 429, AFDX, och andra  databusprotokoll för flygelektronik. Andra bussanalysatorer används också inom masslagringsindustrin för att analysera populära dataöverföringsprotokoll mellan datorer och enheter. Dessa täcker populära databussar som NVMe, SATA, SAS, ATA/PI, SCSI, etc. Dessa enheter är vanligtvis seriekopplade mellan värddatorn och målenheten, där de "snoopar" trafik på bussen, fångar den och presenterar den i läsbart format. 

## Buss- och protokollexerciser
För många bussarkitekturer som PCI Express, PCI, SAS, SATA och USB använder ingenjörer också en "Bus Exerciser" eller "Protocol Exerciser". Sådana exercisers kan emulera partiella eller fullständiga kommunikationsstackar som överensstämmer med den specifika busskommunikationsstandarden, vilket gör det möjligt för ingenjörer att kirurgiskt kontrollera och generera busstrafik för att testa, felsöka och validera deras konstruktion.
Dessa enheter gör det möjligt att även generera dålig busstrafik såväl som bra så att enhetens felåterställningssystem kan testas. De används också ofta för att verifiera överensstämmelse med standarden för att säkerställa interoperabilitet hos enheter eftersom de kan återskapa kända scenarier på ett repeterbart sätt.
Exercisers används vanligtvis tillsammans med analysatorer, så ingenjören får full synlighet av kommunikationsdata som fångas på bussen. Vissa exercisers är utformade som fristående system medan andra kombineras till samma system som används för analys.